# 2152 Hannibal
För andra betydelser, se Hannibal (olika betydelser).
2152 Hannibal eller 1978 WK är en asteroid i huvudbältet som upptäcktes den 19 november 1978 av den Schweiziska astronomen Paul Wild vid Observatorium Zimmerwald. Den har fått sitt namn efter fältherren Hannibal.
Asteroiden har en diameter på ungefär 44 kilometer och den tillhör asteroidgruppen Meliboea.